# Teucholabis (Teucholabis) nigrocostata
Teucholabis (Teucholabis) nigrocostata is een tweevleugelige uit de familie steltmuggen (Limoniidae). De soort komt voor in het Neotropisch gebied.